# Ciudad-balneario de Anapa
La ciudad-balneario de Anapa (del ruso: Город-курорт Анапа) es una de las siete unidades municipales con estatus de ciudad independiente u ókrug urbano del krai de Krasnodar, en Rusia. Está situado en el área occidental del krai. Limita al sur con el territorio de la ciudad de Novorosíisk, al oeste con el mar Negro, al norte con el raión de Temriuk y al este con el raión de Krymsk. Tiene una superficie de 981.86 km² y 147 184 habitantes. Su centro administrativo es Anapa.
El distrito se halla en las vertientes occidentales del Cáucaso, en la orilla nororiental del mar Negro. Su altura máxima son 439 m y la media es de 24 m. Los principales ríos que discurren por el territorio de la ciudad son el río Gostagaika y el río Sukko. El río Chekon baña el nordeste del distrito. El curso del río Kubán y el de uno de sus distributarios del delta, el Stáraya Kubán, forma su frontera al norte. El noroeste del raión está ocupado por el limán de Vítiazevo.

## Historia
Como resultado de una reforma administrativa en 2006 la ciudad de Anapa y el raión de Anapa se asociaron creando la actual unidad municipal con estatus de ókrug urbano. El raión de Anapa sigue manteniendo su estructura dentro de la asociación.

## División administrativa
El raión se divide en 1 municipios urbano y 10 municipios rurales, que engloban 50 localidades.
| Municipios de tipo urbano                       | Poblaciones* |
| ----------------------------------------------- | --- |
| Ciudad de Anapa                                 | - ciudad Anapa |
| Municipios de tipo rural                        | |
| Municipio rural Anapskoye                       | - stanitsa Anápskaya - jútor Buzhor - jútor Usatova Balka - jútor Tarusin - jútor Kumatyr - jútor Kurbatski - jútor Kutok |
| Municipio rural Blagoveschénskoye               | - stanitsa Blagovéshchenskaya |
| Municipio rural Vinogradnoye                    | - posiólok Vinogradni - posiólok Suvórov-Cherkeski - posiólok Utash |
| Municipio rural Viatiazevskoye                  | - seló Vitiazevo |
| Municipio rural Gaikozdorskoye                  | - seló Gai-Kodzor - jútor Rasvet - jútor Zariá |
| Municipio rural Gostagayevskoye                 | - stanitsa Gostagáyevskaya - jútor Mali Chekon - jútor Kovalenko |
| Municipio rural Dzhiguinskoye                   | - seló Dzhiguinka - posiólok Utash |
| Municipio rural Pervomaiskoye                   | - seló Yurovka - jútor Bolshói Raznokol - jútor Verjni Janchakrak - jútor Verjni Chekon - jútor Vesiólaya Gora - jútor Vestnik - jútor Ivánov - jútor Krásnaya Gorka - jútor Mali Raznokol - jútor Nizhni Janchakrak - jútor Prikubanski - jútor Rozy Liuksemburg - jútor Chekon - jútor Chorni |
| Municipio rural Primorskoye                     | - seló Tsibanobalka - jútor Nízhniaya Gostagaika - jútor Vérjneye Dzhemete - jútor Piatijatki - jútor Voskresenski - jútor Kapustin - jútor Krásnaya Skala - jútor Krasni - jútor Krasni Kurgán - jútor Peschani                                                                                |
| Municipio rural Supsejskoye                     | - posiólok Supsej - seló Varvárovka - seló Bolshói Utrish - posiólok Mali Utrish - seló Sukó - posiólok Prostorni |
| Localidades directamente dependientes del raión | |
|                                                 | - jútor Chemburka |

*Los centros administrativos están resaltados en negrita.

## Transporte
Por el territorio del distrito pasa un ramal (cuya terminal es Anapa) del ferrocarril Krymsk-Port Kavkaz. Asimismo pasa por la región la carretera M25 Novorosíisk-Port Kavkaz. Junto a Vítiazevo se halla el aeropuerto de Anapa-Vítiazevo.